# Jupiaba
Jupiaba és un gènere de peixos de la família dels caràcids i de l'ordre dels caraciformes.

## Taxonomia
- Jupiaba abramoides (Eigenmann, 1909)[3]
- Jupiaba acanthogaster (Eigenmann, 1911)[4]
- Jupiaba anteroides (Géry, 1965)[5]
- Jupiaba apenima (Zanata, 1997)[6]
- Jupiaba asymmetrica (Eigenmann, 1908)[7]
- Jupiaba atypindi (Zanata, 1997)[6]
- Jupiaba elassonaktis (Pereira & Lucinda, 2007)[8]
- Jupiaba essequibensis (Eigenmann, 1909)[9]
- Jupiaba keithi (Géry, Planquette & Le Bail, 1996)[10]
- Jupiaba kurua (Birindelli, Zanata, Sousa & Netto-Ferreira, 2009)[11]
- Jupiaba maroniensis (Géry, Planquette & Le Bail, 1996)[12]
- Jupiaba meunieri (Géry, Planquette & Le Bail, 1996)[10]
- Jupiaba minor (Travassos, 1964)[13]
- Jupiaba mucronata (Eigenmann, 1909)[9]
- Jupiaba ocellata (Géry, Planquette & Le Bail, 1996)[10]
- Jupiaba pinnata (Eigenmann, 1909)[9]
- Jupiaba pirana (Zanata, 1997)[6]
- Jupiaba poekotero (Zanata & Lima, 2005)[14]
- Jupiaba polylepis (Günther, 1864)[15]
- Jupiaba poranga (Zanata, 1997)[6]
- Jupiaba potaroensis (Eigenmann, 1909)[9]
- Jupiaba scologaster (Weitzman & Vari, 1986)[16]
- Jupiaba yarina (Zanata, 1997)[6]
- Jupiaba zonata (Eigenmann, 1908)[7][17][18][19][20][21][22][23]